# 2013 StarCraft II World Championship Series
2013 StarCraft II World Championship Series — второй чемпионат мира World Championship Series по StarCraft II, организованный Blizzard Entertainment и проводимый в период с 4 апреля по 9 ноября 2013 года. В рамках чемпионата была организована первая единая рейтинговая система киберспортсменов StarCraft II, для которой мир был разбит на три региона — Корея, Европа и Америка, а год — на три сезона, проводимых по подобию Global StarCraft II League. Киберспортсмены выбирали регион, участвовали в соревнованиях и зарабатывали рейтинговые очки. В конце года 16 киберспортсменов, набравших наибольшее количество очков, приглашались на мировой финал, проводимый в рамках выставки BlizzCon, и сражались за звание чемпиона мира. Общий призовой фонд составил 1,6 миллиона долларов США, из которых на мировой финал пришлось 250 000 долларов, а чемпион мира получил 100 000.
Чемпионом мира стал Ким «sOs» Ю Джин, второе место занял Ли «Jaedong» Дже Дон, а третье поделили Чхве «Bomber» Джи Сон и Чо «Maru» Сон Чу (матч за третье место не проводился).

## Предыстория и формат
Несмотря на то, что проведённый годом ранее 2012 StarCraft II World Championship Series собрал много положительных отзывов, и сами Blizzard Entertainment остались им довольны, в 2013 году система была существенно изменена. По заявлению Blizzard, «хотя изобилие турниров порождало тонны оживлённой конкуренции, для игроков и команд было очень сложно избегать конфликтов в расписании. Что более важно, для зрителя ничто не связывало турниры между собой и не создавало единой истории, и неделями нельзя было определить, кто является сильнейшими игроками в мире».
В 2013 году Blizzard при поддержке ведущих киберспортивных организаций KeSPA, OnGameNet, GomTV, Major League Gaming и Twitch впервые организовали единую рейтинговую систему по StarCraft II. В рамках WCS мир делится на три региона — Корея (где в систему WCS была включена Global StarCraft II League), Америка и Европа, — в которых проводятся соревнования по единой системе. Год делится на три сезона (следующий чемпионат мира, 2014 StarCraft II World Championship Series, планировалось начать раньше, чтобы уместить 4 сезона). В течение нескольких недель сезона проводится ряд региональных соревнований, разбитых на два уровня: премьерная лига (англ. Premier League), аналогичная южнокорейской GSL Code S, и лига претендентов (англ. Challanger League), аналогичная GSL Code A. Как и в GSL, 32 участника премьерной лиги сражаются в групповой стадии, после чего 16 участников вылетают в лигу претендентов, а оставшиеся 16 играют во вторую групповую стадию, в результате которой вылетают ещё 8 игроков. В премьерную лигу следующего сезона проходят 8 оставшихся игроков и 24 лучших игрока из лиги претендентов. Из оставшихся 16 участников лиги претендентов 8 остаются в лиге, а 8 вылетает, их места заполняются открытыми квалификациями. По окончании каждого сезона проводится региональный финал, а затем — сезонный финал, в котором принимают участие по 5 участников из каждого региона и 6 участников из региона-организатора. Каждый турнир приносит победителям рейтинговые очки, а в конце года проводится глобальный финал, на котором выступают 16 игроков, набравших наибольшее количество очков по результатам всех сезонов. Помимо официальных турниров, очки можно заработать на турнирах сторонних организаторов, также разделённых на два уровня.
Все матчи транслировались по согласованному расписанию через стриминговую платформу Twitch в рамках партнёрского соглашения. Общий призовой фонд 2013 World Championship Series составил 1,6 миллиона долларов США: по 100 000 на каждый региональный финал, 150 000 на финалы сезонов и 250 000 на WCS Global Finals; из них 100 000 долларов получил чемпион мира и 40 000 — чемпионы региональных премьерных лиг каждого сезона. Все регионы были унифицированы по призовому фонду и количеству доступных призовых очков.
При создании новой рейтинговой системы Blizzard вдохновлялись организацией традиционного спорта, в частности, такими моделями, как UFC и НФЛ. Объясняя смену формата, приуроченную к выходу StarCraft II: Heart of the Swarm, сооснователь Blizzard Майк Морхейм заявил: «наша совместная [с партнёрами] цель — сделать киберспорт StarCraft II ещё более захватывающим и легкоотслеживаемым, чем когда-либо раньше». Другой причиной унификации WCS было привлечение новых спонсоров.
Игрокам предоставлялось право выбора региона, в котором они хотят принимать участие. В результате этого множество корейских игроков, не желающих участвовать в наиболее конкурентном корейском регионе, переехали в Америку и Европу.

## Сезоны
Серия 2013 StarCraft II World Championship Series была открыта 4 апреля 2013 года корейским турниром WCS Korea GSL, организованным при поддержке GomTV и OGN. Европейские и американские турниры были организованы MLG и Turtle Entertainment и начались 23 и 28 апреля соответственно. Поскольку 2013 World Championship Series являлся первым турниром с такой системой и премьерные лиги ещё не были набраны, в них были приглашены 24 участника, а оставшиеся 8 набраны в ходе открытых квалификаций.
Групповая стадия европейской премьерной лиги первого сезона началась 23 апреля. Групповая стадия проходила в следующем формате: сначала первый игрок играет с четвёртым, а второй с третьим. Затем победители и проигравшие этих матчей сражаются между собой. Затем проигравший из матча победителей и победитель из матча проигравших встречаются в решающем поединке. 2 игрока, по итогам выигравшие 2 игры, проходят в следующую стадию, а остальные два вылетают в лигу претендентов. Европейский региональный финал первого сезона прошёл 25 мая. Матчи финала комментировали Джеймс «Kaelaris» Кэррол и Шон «Apollo» Кларк, а организатором мероприятия выступил Пол «Redeye» Челонер.
В первую премьерную лигу американского региона были приглашены спортсмены Killer (Чили), Scarlett (Канада), Idra (США), Suppy (США), Fenix (Перу), Vibe (США), Huk (Канада), Illusion (США), Major (Мексика), State (США), Goswser (США), HelloKitty (США), Minigun (США), TheOgnis (США), Capoch (Аргентина), Maker (Мексика), Ryung (Южная Корея), HerO (Южная Корея), Violet (Южная Корея), Polt (Южная Корея), mOOnGLaDe (Австралия), Sen (Тайвань), Nestea (Южная Корея) и Snute (Норвегия). В открытой квалификации было 512 мест, она началась 25 апреля. Матчи премьерной лиги начались 2 мая, а лиги претендентов — 16 мая. Региональный финал прошёл 1 июня, в нём приняли участие корейцы HerO, Alicia, Ryung, CranK, aLive и Revival, австралиец mOOnGLaDe и норвежец Snute. 10—20 июня, перед началом второго сезона, были сыграны оставшиеся матчи лиги претендентов.
Финал корейского региона первого сезона начался 31 мая. Финал первого сезона прошёл 7-9 июня в Южной Корее.
Финал второго сезона прошёл с 23 по 25 августа в Кёльне, Германия. Среди 16 участников было всего 4 некорейских игрока: шведский протосс Йохан «NaNiwa» Луккези, финский протосс Веса «Welmu» Ховинен, голландский протосс Манюэл «Grubby» Схенкхёйзен и канадка Саша «Scarlett» Хостин, играющая за зергов. В финале также должен был выступать китаец Цзинь «Jin» Хой Цао, однако у него возникли трудности с получением немецкой визы, поэтому он был заменён на корейца aLive. Корейскую сцену представляли MC, Rain, Jaedong, Polt, Bomber, First, TaeJa, INnoVation, duckdeok, Maru, MMA и aLive, причём INnoVation к тому времени лидировал в глобальном рейтинге с большим отрывом. Все матчи прошли на картах Akilon Wastes, Bel’Shir Vestige SE, Derelict Watcher, Neo Planet S, Newkirk Precinct TE, Star Station и Whirlwind. По результатам группового этапа, Welmu и Grubby выбыли из турнира, а NaNiwa и Scarlett прошли в плей-офф, каждый со второго места своей группы. В полуфинале все 4 игрока были корейцами. Победу на турнире одержал Чхве «Bomber» Джи Сон, второе место занял Ли Дже Дон, а третье разделили между собой TaeJa и First. Матчи второго сезона транслировались одновременно с The International 2013, чемпионатом мира по Dota 2. На церемонии GosuAwards 2013 финал второго сезона WCS победил в номинации «самое запоминающееся мероприятие» (англ. Most memorable event).
Из третьего сезона корейского региона победителем вышел Бек «Dear» Дон Джун, одержавший в финале победу над О «soO» Юн Су со счётом 4:2. В дальнейшем он также победил и на мировом финале третьего сезона, одержав в финале сухую победу над Ким «Soulkey» Мин Чулом.

## Мировой финал

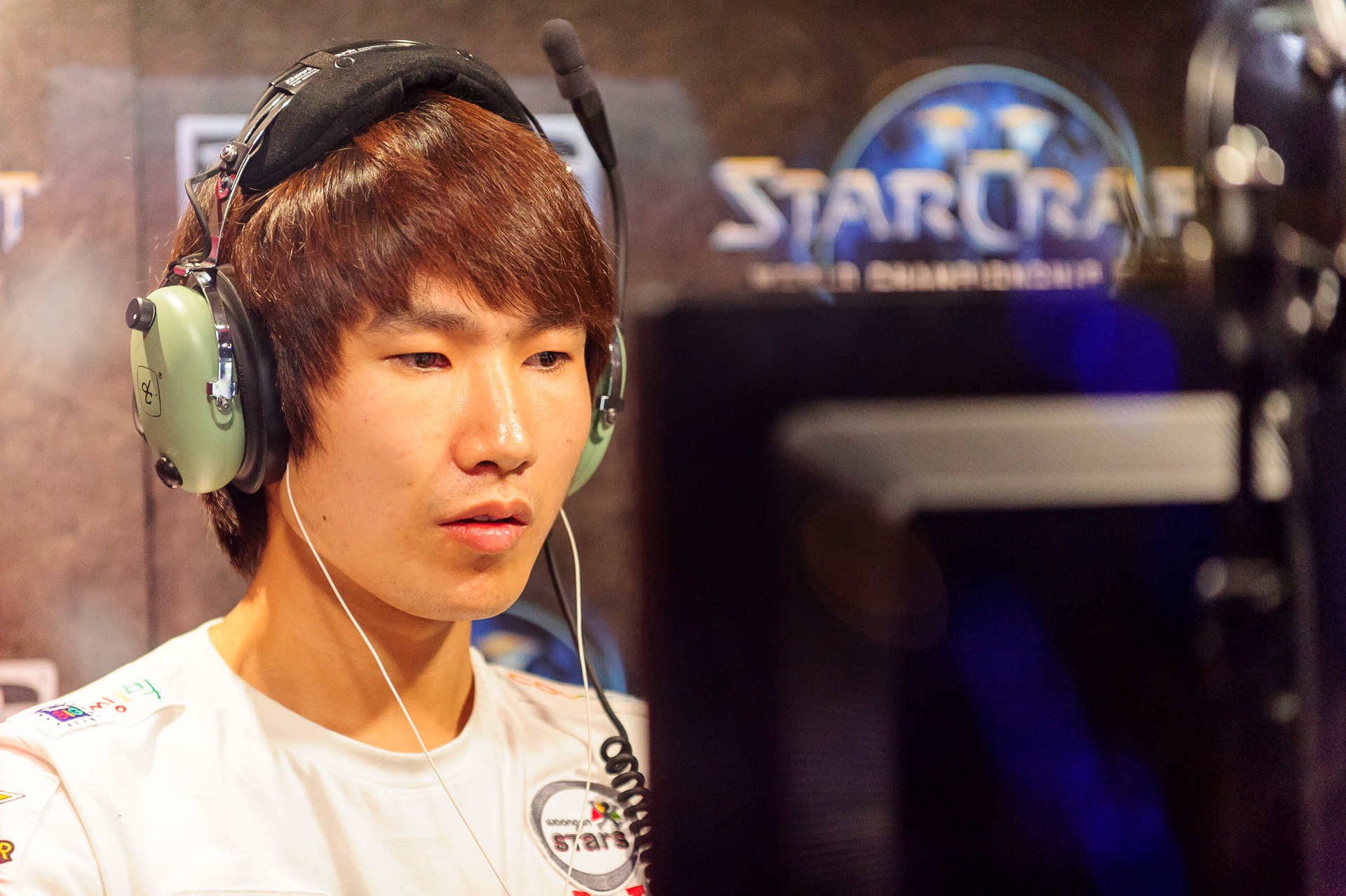
Ким «sOs» Ю Джин — чемпион 2013 StarCraft II World Championship Series

В отличие от предыдущего года, когда финал был проведён вместо выставки BlizzCon в Шанхае, выставка отменена не была, и 2013 WCS Global Finals был проведён в её рамках в Анахайме, Калифорния. Всего на выставке выступили 16 кибератлетов, набравших наибольшее число рейтинговых очков по итогам года. 16 место разделили два киберспортсмена с одинаковым числом очков — кореец Ким «Revival» Дон Хён и швед Юхан «NaNiwa» Люкьеси. Они сразились за право выступить на BlizzCon; победителем со счётом 3:0 вышел NaNiwa, ставшим единственным некорейским участником турнира, однако вылетевшим с турнира после первого же матча. Параллельно с чемпионатом мира по StarCraft II, на выставке проводился чемпионат по Hearthstone, на котором одержал победу известный киберспортивный комментатор StarCraft II Дэниел «Artosis» Стемкоски.
Все игры плей-офф прошли в формате до трёх побед, а финал — до четырёх. Участники были посеяны согласно их рейтингу, причём игрок, стоящий на первом месте, играл с игроком с шестнадцатого, второе место играл с пятнадцатым, и так далее. По результатам турнира, чемпионом мира стал протосс Ким «sOs» Ю Джин, одержавший победу над зергом Ли «Jaedong» Дже Доном со счётом 4:1. Первая игра закончилась неуверенной победой sOs; во второй sOs одержал быструю победу рашем фотонных пушек и ранней агрессией; в долгой третьей игре оба игрока многократно были близки к победе, но в конечном итоге победителем вышел Дже Дон; оставшиеся две игры были взяты Кимом.
Турнирная таблица финала:
| 1/8 финала     | 1/8 финала |  |              | Четвертьфиналы | Четвертьфиналы |  |  | Полуфиналы  | Полуфиналы |  |  | Финал       | Финал |
|                |            |  |              |                |                |  |  |             |            |  |  |             |       |
| (з) Soulkey    | 3          |  |              |                |                |  |  |             |            |  |  |             |       |
| (п) NaNiwa     | 1          |  |              | (з) Soulkey    | 1              |  |  |             |            |  |  |             |       |
| (т) Bomber     | 3          |  | (т) Bomber   | 3              |                |  |  |             |            |  |  |             |       |
| (т) MMA        | 2          |  |              |                |                |  |  | (т) Bomber  | 1          |  |  |             |       |
| (п) HerO       | 1          |  |              |                |                |  |  | (п) sOs     | 3          |  |  |             |       |
| (п) sOs        | 3          |  |              | (п) sOs        | 3              |  |  |             |            |  |  |             |       |
| (т) Polt       | 3          |  | (т) Polt     | 1              |                |  |  |             |            |  |  |             |       |
| (т) aLive      | 0          |  |              |                |                |  |  |             |            |  |  | (п) sOs     | 4     |
| (п) Dear       | 3          |  |              |                |                |  |  |             |            |  |  | (з) Jaedong | 1     |
| (т) TaeJa      | 1          |  |              | (п) Dear       | 2              |  |  |             |            |  |  |             |       |
| (з) Jaedong    | 3          |  | (з) Jaedong  | 3              |                |  |  |             |            |  |  |             |       |
| (т) Mvp        | 0          |  |              |                |                |  |  | (з) Jaedong | 3          |  |  |             |       |
| (т) Maru       | 3          |  |              |                |                |  |  | (т) Maru    | 1          |  |  |             |       |
| (п) MC         | 1          |  |              | (т) Maru       | 3              |  |  |             |            |  |  |             |       |
| (т) INnoVation | 2          |  | (п) duckdeok | 2              |                |  |  |             |            |  |  |             |       |
| (п) duckdeok   | 3          |  |              |                |                |  |  |             |            |  |  |             |       |